# Acton Davies
Acton Davies (St. John’s, Quebec, Canadá, 1870 – Chicago, Illinois, Estados Unidos da América, 12 de junho de 1916) foi um escritor, roteirista e crítico literário canadense, radicado nos Estados Unidos da América. 

## Biografia
Filho de E. Whitacre Davies, nascido e criado em St. Johns, Quebec, Canadá, foi para Nova Iorque em 1887, e enquanto trabalhava na New York Gás Company, começou a colaborar com jornais, tornando-se repórter em 1890. Em 1893, sucedeu Charles B. Dillingham como crítico dramático no “The Evening Sun”, posição que ocupou até 1914. O The Evening Sun o enviou para Cuba e Porto Rico, como correspondente de guerra. Escreveu para revistas populares, e trabalhou como gerente e revisor literário para o Shuberts.
Por ocasião de uma visita a Chicago, foi acometido de uma “doença” que lhe causou a morte. O anúncio de sua morte, no New York Times, refere que tinha uma casa de campo em Athol, Massachusetts, e que deixou dois irmãos e uma irmã. Acton tinha, quando morreu, 46 anos.

## Carreira literária
Inicialmente, Acton escreveu para revistas literárias, especialmente contos ficcionais, e produziu um romance, “The Grand Finale”. Em colaboração com Charles Nirdlinger, romanceou a peça “The First Lady of the Land”, e fez o mesmo com a peça de Edward Sheldon, “Romance”.
Após deixar de ser crítico literário, associou-se a gerentes teatrais e também escreveu alguns roteiros cinematográficos.

## Lista parcial de obras
- Romance; A Novel, Copyright Edward Sheldon, 1913; Copyright The Macaulay Company, 1913. New York: The Shilling Press. In:
- The First Lady in the Land: Or When Dolly Todd Took Boarders (1912), de Acton Davies, Charles Frederic Nirdlinger, e Howard Giles
- Maude Adams, 1901 (biografia de Maude Adams, 1872-1953).
- The Crisis, New York Evening Sun, conto, dez. 1890
- Dimple and Dumpling, New York Evening Sun, Romance Jun 1891
- Earning an Epitaph, New York Evening Sun, Romance Ago 1891
- A Little Chapter of Life, (ss) New York Evening Sun, conto Jun 1891
- Maude Adams, Munsey’s Ago 1905
- “Miss Pernickity”, The Waverly Magazine, Romance Maio 1892
- Oscar Hammerstein, Impresario, Munsey’s Fev 1907
- Plays and Play People, Woman’s Home Companion Mar 1902
- Realism in Entertainment, The Scrap Book Ago 1907
- Sawed-Off, New York Evening Sun, Romance Jul 1891
- Some Dramas of the Day, The Red Book Magazine Out 1905, Mar 1906
- Unrehearsed Stage Tragedies, The Scrap Book Jul 1907
- What Mrs. Johnnie Did, The Evening Sun, Romance Set 1891

## Acton Davies em língua portuguesa
- O Perfume do Passado, volume 23 da Coleção Biblioteca das Moças, publicado em 1936 pela Companhia Editora Nacional, com tradução de Flávio de Campos.